# Vector Markup Language
Vector Markup Language (VML) est un langage XML ouvert destiné à la création des graphismes vectoriels élaborés en 2D ou 3D (statiques ou animées) sur les pages Web.

## Historique
VML a été soumis comme proposition de standard au W3C en 1998 par Autodesk, Hewlett-Packard, Macromedia, Microsoft et Visio, mais il se trouve en concurrence avec le PGML proposé par Adobe Systems et Sun Microsystems. Après un long examen, le W3C décide de combiner ces deux formats, donnant le jour au format SVG.
VML est implémenté dans Internet Explorer, Microsoft Office et Silverlight. Il fait partie de la spécification OOXML, où il est défini en complément de DrawingML.

## Utilisation du format sur le web

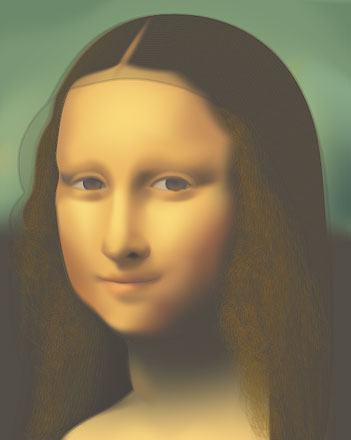
Portrait WebArt VML.

Le langage VML peut s'intégrer soit directement au sein du code HTML, soit par l’intermédiaire de l'élément v:vmlframe lié à un ou plusieurs fichiers XML. Cet élément permet de placer les graphiques vectoriels de façon analogue aux images bitmap. L’utilisation des attributs width et height permettant d’agrandir ou de réduire les graphismes sans perte de qualité. De nombreux effets de filtre sont possibles sur les images qui peuvent être également placées dans le sous-élément v:fill et prendre effet des attributs de couleurs et dégradés, avec utilisation du canal alpha pour la transparence. Il existe trois types de dégradé chez VML : gradient (linéaire), gradientRadial et gradientTitle (avec focus variable). L’extrusion 3D permet la mise en relief de tout élément VML. Les effets de lumière apportant profondeur et réalisme aux graphismes.
VML est un langage qui permet des réalisations complexes sur fichiers au format XML. VML est manipulable avec JavaScript ou JScript et plus commodément avec HTML + TIME pour les animations.
Google Maps utilise actuellement VML pour le rendu vectoriel avec Internet Explorer, et SVG pour les navigateurs le supportant. Avec la version 10 d'Internet Explorer, le format VML n'est plus supporté par défaut ; Microsoft conseille d'utiliser à la place le format SVG.

## Exemples de code
Le code VML suivant intégré dans le code HTML affiche une simple ellipse:
```
<html
 
xmlns:v
>

<style>
v\:*{behavior:url(#default#VML);position:absolute}
</style>

<body>

<v:oval
 
style=
"left:0;top:0;width:100;height:50"
 
fillcolor=
"blue"
 
stroked=
"f"
/>

</body>

</html>

```

Les règles CSS sont utilisées pour les positionnements, les dimensions, la mise en forme des textes et les filtres lorsqu'ils peuvent être appliqués. La création d'objets "modèle" et leur duplication s'effectue par l'élément v:shapetype pour chaque forme vectorielle, et l'élément v:vmlframe pour les groupes d'ojets vectoriels.

## Inclusion de fichiers externes
Une forme définie par un fichier XML extérieur peut être introduite par l'élément vmlframe sur lequel un filtre est appliqué. D'autres formes périphériques sont calquées sur une shapetype. Chaque forme descendante de cette dernière peut aussi prendre ses propres attributs distincts du modèle. L'ensemble regroupé par l'élément v:group est à son tour reproduit par une nouvelle vmlframe.

### Fichier HTML

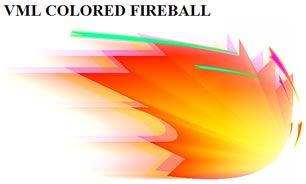
Illustration de l'exemple

```
<html
 
xmlns:v
>

<style>

v\:*{behavior:url(#default#VML);position:absolute}
v\:shape{width:10000;height:10000}
v\:group{width:1000;height:1000}

</style>

<body>

<h1>
VML
 
COLORED
 
FIREBALL
</h1>

<v:shapetype
 
id=
"arw"
 
path=
" m,c2,2,4,5,6,11,5,8,3,5,,2,1,2,,1,,e"
 
fillcolor=
"red"
>

  
<v:stroke
 
color=
"yellow"
 
weight=
"4"
 
opacity=
".4"
/>

</v:shapetype>

<v:vmlframe
 
src=
"ball.xml#ball"
 
clip=
"t"
 
size=
"32,32"

 
style=
"top:55;width:580;height:550;background-color:white;filter:blur(Add=1,Strength=140)"
/>

<v:group
 
id=
"gr1"
 
style=
"left:80;top:25"
>

<v:shape
 
type=
"#arw"
 
style=
"left:65;top:50;width:55000;height:4000"
 
fillcolor=
"aqua"
 
strokecolor=
"lime"
/>

<v:shape
 
type=
"#arw"
 
style=
"left:460;top:80"
 
fillcolor=
"fuchsia"
/>

<v:shape
 
type=
"#arw"
 
style=
"left:-1900;top:1430;width:5000;height:4000;rotation:50"
/>

</v:group>

<v:vmlframe
 
src=
"#gr1"
 
style=
" left:390;top:140;width:200;height:150"
/>

</body>

</html>

```

### Fichier XML extérieur
```
<xml
 
xmlns:v
>

<v:group
 
id=
"ball"
 
style=
"width:2000;height:2000"
>

<v:shape
 
style=
"left:4;top:1"
 
path=
"m9,1l9,r1,2l11,1r,2l12,2v,4,,7,-7,6l6,7,4,6r1,c6,6,6,5,3,4r1,l,2r3,l2,1r3,l4,xnse"
>

 
<v:fill
 
color=
"red"
 
color2=
"yellow"
 
focusposition=
".99,.8"
 
focussize=
".01,.01"
 
type=
"gradientTitle"
/>

 
<v:shadow
 
on=
"t"
 
type=
"double"
 
color=
"fuchsia"
 
color2=
"yellow"
 
opacity=
".4"
 
offset=
"-1pt,-.5pt"
 
offset2=
"-2pt"
/>

</v:shape>

</v:group>

</xml>

```

## Éditeurs et logiciels
Microsoft Office permet d'éditer des graphiques VML sans toutefois utiliser intégralement le DOM de VML.
OpenOffice.org permet de créer des fichiers substituables à la suite bureautique de Microsoft avec des graphiques convertis au VML.

### Liens et démonstrations
- (en) Exemples basiques
- (fr) Autre exemples remarquables
- (fr) Galerie VML
- (fr) Graphismes animés VML + Javascript

### Tutoriels, didacticiels
- (fr) Midiwebconcept Tutoriel VML
- (fr) asp-php.net tutoriel